# Leptura fisheriana
Leptura fisheriana là một loài bọ cánh cứng trong họ Cerambycidae.